# Condition Critical
Condition Critical ist das 1984 veröffentlichte vierte Studioalbum der US-amerikanischen Heavy-Metal-Band Quiet Riot. Es konnte den Erfolg des Vorgängeralbums, Metal Health, nicht wiederholen, das Platz 1 der US-amerikanischen Albumcharts erreicht hatte. Condition Critical ist das zweite Album der Band, das die Coverversion eines Titels der britischen Gruppe Slade enthielt.

## Hintergrund
Quiet Riot hatte 1983 mit Metal Health einen Sensationserfolg errungen: Es gilt als das erste Heavy-Metal-Album, das Platz eins der US-amerikanischen Albumcharts erreichte. Quiet Riot wurden anschließend als die amerikanische Antwort auf Slade gehandelt.
Condition Critical enthielt daher mit Mama, Weer all Crazee Now einen Titel der Gruppe Slade. Das Album wurde wieder von Spencer Proffer produziert. Als erste Single wurde das Lied Party all Night ausgekoppelt, das jedoch keinen Charterfolg verzeichnen konnte; die Auskoppelung von Mama, Weer all Crazee Now bescherte der Gruppe dann aber immerhin Platz 51 der Billboard Hot 100.
Das Albumcover passte thematisch zum Cover des Albums Metal Health, das einen Mann in Zwangsjacke und metallener Maske gezeigt hatte. Dieser Mann wurde auf Condition Critical nun auf einer Trage liegend gezeigt, auf der er mit einem roten Gurt fixiert ist, dessen Gurtschloss mit den Buchstaben „QR“ versehen ist. Zusätzlich halten drei Handpaare den Mann fest, wobei zwei Hände zum Hals des „Patienten“ fassen. Die Brust des Mannes ist sichtbar, im Bereich des Herzens ist sie scheinbar offen.

## Titelliste
1. Sign of the Times (Carlos Cavazo, Kevin DuBrow) – 5:03
2. Mama Weer All Crazee Now (Noddy Holder, Jim Lea) – 3:38
3. Party All Night (DuBrow) – 3:32
4. Stomp Your Hands, Clap Your Feet – 4:38
5. Winners Take All (DuBrow) – 5:32
6. Condition Critical (DuBrow, Cavazo, Frankie Banali) – 5:02
7. Scream and Shout (DuBrow, Cavazo, Rudy Sarzo) – 4:01
8. Red Alert (DuBrow) – 4:28
9. Bad Boy (DuBrow) – 4:21
10. (We Were) Born to Rock (DuBrow) – 3:34

## Rezeption
Stephen Thomas Erlewine schrieb für Allmusic, das Album sei „beinahe identisch mit seinem Vorgänger“. Quiet Riot würden „nicht nur den harten Pop-Metal-Hybrid bis ins letzte Detail wiederholen“, sondern sogar ein weiteres Slade-Cover einstreuen. Und wie bei Metal Health sei „diese Coverversion auch der beste Moment des Albums“, da es sich bei Mama, Weer all Crazee Now „um das einzige Lied“ handele, „das eine eingängige Melodie“ habe. Der Rest der Platte sei „zwar gut produziert“ und verfüge über „einen guten Klang“, aber „die Qualität der Lieder“ sei „irgendwie schwach“.
Zurzeit nicht belegt ist die Angabe, das Rolling Stone Magazine habe das Album in einer nur zwei Worte umfassenden Rezension 1984 mit „Condition terminal“ (deutsch: „Endstadium“) beschrieben.
Condition Critical wurde am 21. September 1984 mit einer Gold- sowie einer Platinschallplatte ausgezeichnet.
Auf die Frage, für welches Album er sich schämen würde, antwortete Kevin DuBrow in einem Interview 2007:
"Condition Critical". I think "Metal Heath" is a great record for the time and I think all of the singing I did on that album was good for the time. The producer started making millions of dollars and he decided that we had to do it over and over again. We tried to do it again and the result was "Condition Critical". I am ashamed of that album because it shows how cheesy QUIET RIOT could be. I am embarrassed of that album, totally. We were rushed into it. The songs were leftovers and the singing was ridiculously overdone. There is a song on the album called "Scream and Shout" that is the epitome of what I hate about that era. I didn't want to ever do anything like that again.
"Condition Critical". Ich denke, "Metal Heath" ist eine großartige Platte für die damalige Zeit und ich denke, dass all der Gesang, den ich auf diesem Album gemacht habe, gut für die damalige Zeit war. Der Produzent fing an, Millionen von Dollar zu verdienen und er entschied, dass wir es immer und immer wieder tun mussten. Wir haben es noch einmal versucht und das Ergebnis war "Condition Critical". Ich schäme mich für dieses Album, weil es zeigt, wie kitschig Quiet Riot sein können. Ich schäme mich für dieses Album total. Wir wurden gehetzt. Die Lieder waren Reste und der Gesang war lächerlich übertrieben. Es gibt einen Song auf dem Album namens "Scream and Shout", der der Inbegriff dessen ist, was ich an dieser Ära hasse. So etwas wollte ich nie wieder machen.